# Scharmassing
Scharmassing ist ein Dorf und Gemeindeteil der Gemeinde Obertraubling im Oberpfälzer Landkreis Regensburg in Bayern.
Seine Fluren der Gemarkung Oberhinkofen grenzen direkt an die südliche Stadtgrenze von Regensburg.

## Geschichte
Die Gründung des Ortes ist nicht belegt, jedoch gehören Orte, deren Namen auf -ing enden zu den ältesten Siedlungen der bayerischen Frühgeschichte, die im 6. Jahrhundert beginnt. Eine Besiedlung des Scharmassinger Raumes ist allerdings wesentlich früher erfolgt. Heinrich Ebentheuer fand Faustkeile aus dem Paläolithikum im nahen Aubachtal. Zusammen mit weiteren Befunden ist damit nachgewiesen, dass in der Gegend um Scharmassing, Oberisling und Burgweinting bereits vor der Eiszeit Menschen als Jäger lebten. Diese Funde befinden sich jetzt in der vorgeschichtlichen Abteilung des Historischen Museums Regensburg. Eine Besiedelung in der Römerzeit ist durch einen Münzfund aus der Regierungszeit von Marc Aurel belegt. In dieser Zeit wurde das Lager Castra Regina erbaut, das die Keimzelle für die Gründung Regensburgs bildete. Vermutlich befand sich auf dem Gebiet von Scharmassing eine Villa Rustica, d. h. ein Veteranenhof, der die Garnison mit Lebensmitteln belieferte.
Scharmassing wird erst wieder im 17. Jahrhundert erwähnt, als die Freiherren von Lerchenfeld die Herrschaften Köfering und Gebelkofen erwarben. Dazu gehörte auch Scharmassing. Scharmassinger Bauern, darunter ein Andre Zürnkübel, leisteten Pionierarbeit bei der Kultivierung der Hohengebrachinger Heide. Auf Befehl von Kurfürst Max Emanuel wurde ab 1723 die Kultivierung der gesamten Fläche fortgeführt, hierbei wurden die Dörfer Seedorf und Neudorf gegründet. Bis zu deren Auflösung und Eingemeindung nach Obertraubling, war Scharmassing ein Gemeindeteil von Oberhinkofen.
Die ältesten Bauernhöfe in Scharmassing sind die der Familien Schrödinger, Zirngibl und Ebentheuer. 

### Absturz der Black Cat
Am 21. April 1945 wurde über Regensburg zum letzten Mal im Zweiten Weltkrieg ein Bomber der USAAF über Deutschland abgeschossen. Die B-24 „Black Cat“ stürzte in der Nähe von Scharmassing ab. Zwei Besatzungsmitglieder konnten sich aus der noch in der Luft zerbrechenden Maschine retten, zwei stürzten ohne Fallschirm zur Erde und erlagen ihren Verletzungen, die übrigen acht Mitglieder der Besatzung starben direkt beim Absturz. 
Dem Ereignis wurde 2005 eine Briefmarke der Serie „American Advances in Aviation“ der US-amerikanischen Post gewidmet.
An der Absturzstelle zwischen Scharmassing und Oberhinkofen erinnert ein Kreuz mit einer Namens-Tafel an die Gefallenen.

## Zimmerstutzenschützengesellschaft Weidtal Scharmassing
Das kulturelle Leben des Dorfes wird durch die „Zimmerstutzenschützengesellschaft Weidtal Scharmassing“ geprägt, die 1969 gegründet wurde. Der Verein hat sein Heim nach einigen Umzügen im Gasthaus Weitzer in Oberhinkofen. Er gehört zur Sektion Aubachtal und ist der einzige Verein in der Gemeinde, der sich an der Stadt Regensburg orientiert. Jedes Jahr veranstaltet der Verein ein Vergleichsschießen mit Zimmerstutzen mit dem Verein Grüne Au Oberisling. Seit einigen Jahren hat der Verein auch eine Lauf- und Walkinggruppe. Es finden jährlich ein Dorffest sowie ein Weinfest im Prüglmeier Hof statt. 